# Yuebaxiang (ort i Kina, Shaanxi, lat 33,53, long 107,82)
Yuebaxiang är en ort i Kina. Den ligger i provinsen Shaanxi, i den nordvästra delen av landet, omkring 130 kilometer sydväst om provinshuvudstaden Xi'an. Antalet invånare är 1 488. Befolkningen består av 663 kvinnor och 825 män. Barn under 15 år utgör 13,0 %, vuxna 15-64 år 73 %, och äldre över 65 år 13,0 %.
Runt Yuebaxiang är det ganska tätbefolkat, med 111 invånare per kvadratkilometer. Närmaste större samhälle är Fuping Xian, 14,8 km öster om Yuebaxiang. I omgivningarna runt Yuebaxiang växer i huvudsak blandskog.
Genomsnittlig årsnederbörd är 1 052 millimeter. Den regnigaste månaden är juli, med i genomsnitt 222 mm nederbörd, och den torraste är december, med 2 mm nederbörd.